# Hamilton Alexander Rosskeen Gibb
Sir Hamilton Alexander Rosskeen Gibb (auch kurz unter dem Namen H. A. R. Gibb bekannt, * 2. Januar 1895 in Alexandria, Ägypten; † 22. Oktober 1971 in Shipston-on-Stour, Warwickshire) war ein schottischer Islamwissenschaftler, Orientalist und Nahostexperte.

## Leben
Er wurde in Alexandria geboren und kehrte für den Schulbesuch im Alter von fünf Jahren nach dem Tod seines Vaters nach Schottland zurück. Seine Studien an der Universität von Edinburgh wurden durch den Ersten Weltkrieg unterbrochen, in welchem er in Frankreich und Italien in der Royal Field Artillery diente. Für seine Verdienste wurde er ausgezeichnet.   Nach dem Krieg studierte er Arabisch an der School of Oriental Studies der Universität London und erhielt den MA im Jahr 1922 – seine Dissertation schrieb er über die muslimischen Eroberungen von Zentralasien. Im gleichen Jahr heiratete er Helen Jessie (Ella), mit der er einen Sohn und eine Tochter hatte.
Von 1921 bis 1937 lehrte Gibb Arabisch an der School of Oriental Studies und wurde 1930 zum Professor berufen. Er wurde einer der Herausgeber der Encyclopaedia of Islam in dieser Zeit. 1937 trat er die Nachfolge von D. S. Margoliouth als laudian professor für Arabisch am St. John's College in Oxford an, und blieb dort 18 Jahre lang. Gibbs Mohammedanism, veröffentlicht im Jahr 1949, wurde der grundlegende Text für westliche Studenten des Islam für eine ganze Generation.
1955 wurde er James Richard Jewett Professor für Arabisch an der Harvard University und auch „University professor“, ein seltener Titel, der nur wenigen Gelehrten verliehen wurde, die „an den Grenzbereichen der Wissenschaft arbeiten und so die Grenzen zwischen den konventionellen Spezialgebieten überschreiten.“ Später wurde er Direktor von Harvards Center For Middle Eastern Studies, und in dieser Eigenschaft wurde er Führer der Bewegung an amerikanischen Universitäten, Zentren für regionale Studien zu gründen, Lehrer, Forscher und Studenten verschiedener Disziplinen zusammenzubringen, um die Kultur und Gesellschaft einer Region der Welt zu studieren. Eine Bibliothek in Harvard, die „Gibb Islamic Seminar Library“, ist in ehrendem Andenken an ihn benannt.
1944 wurde er zum Mitglied der British Academy gewählt. Zudem wurde Gibb 1947 zum auswärtigen Ehrenmitglied der American Academy of Arts and Sciences ernannt. Am 6. Juli 1954 wurde er als Knight Bachelor („Sir“) geadelt.

## Schriften (Auswahl)
- The Arab Conquests in Central Asia. London: Royal Asiatic Society 1923 Digitalisat
- Arabic Literature – An Introduction (1926), ebd. 1963, Clarendon Press.
- (Gustav Edmund von Grunebaum, Hrsg.): Arabische Literaturgeschichte. Dargest. von Hamilton A. R. Gibb und Jacob M. Landau. Zürich [u. a.]: Artemis-Verl., 1968 (Die Bibliothek des Morgenlandes)
- Ibn Batuta, 1304–1377 (1929), (arabischer Originaltitel Tuhfat al-'anzar fi ghara'ib al-'amsar), englische Übersetzung von Gibb.
- Travels in Asia and Africa, 1325–1354 (1929), translated and selected with an introduction and notes, R. M. McBride.
- Note by Professor H. A. R. Gibb (1939), from Arnold J. Toynbee: A Study of History, Part I. C I (b) Annex I, S. 400–02.
- Modern Trends in Islam, University of Chicago Press, Chicago 1947 Digitalisat; Neuausgabe bei Octagon Books, New York 1978, ISBN 0-374-93046-5
- Mohammedanism: An Historical Survey (1949), neu erschienen als Islam: An Historical Survey (1980), Oxford (Online Chapter The Koran; Online Chapter The Sharia)
- Islamic Society and the West, mit Harold Bowen (vol. 1, 1950; vol. 2, 1957).
- Shorter Encyclopedia of Islam (1953), edited with J. H. Kramers, Brill.
- The Encyclopaedia of Islam (1954ff.), new ed. Edited by a number of leading orientalists, including Gibb, under the patronage of the International Union of Academies. Leiden: Brill, along with that edited by J. H. Kramers, and É. Lévi-Provençal.
- Islamic Biographical Literature (1962), in: Historians of the Middle East, eds. Bernard Lewis and P. M. Holt, Oxford U. Press.
- Studies on the Civilization of Islam (1982), Princeton University Press.